# Guy Roger Toindouba
Guy Roger Toindouba est un footballeur camerounais né le 14 avril 1988 à Garoua. Il évolue au poste de milieu défensif au sein du club d'Al Jahra.

## Carrière
- 2005-2007 : Sahel FC ( Cameroun)
- 2007-2008 : Cotonsport Garoua ( Cameroun)
- 2008-déc 2009 : Al Ahly Tripoli ( Libye)
- Jan 2010-2011 : Espérance sportive de Tunis ( Tunisie)
- Nov 2011-Jan 2013 : Lillestrøm SK ( Norvège)
- Jan 2013-Sep 2013 : Adana Demirspor ( Turquie)
- Sep 2013-2015: Jeunesse sportive kairouanaise ( Tunisie)[1],[2]
- Jan 2016-2017 : Al Jahra ( Koweït)
- 2017-2018 : Al-Salmiya SC ( Koweït)
- Jan 2019-Jui 2019 : Najran Sport Club ( Arabie saoudite)
- 2019-2... : Al Jahra ( Koweït)

## Palmarès
- Médaille d'or aux Jeux africains d'Alger : 2007
- Championnat du Cameroun de football : 2008
- Coupe du Cameroun de football : 2008
- Championnat de Tunisie de football : 2010, 2011
- Coupe de Tunisie de football : 2011